# ألكسندر أوستروفسكي
ألكسندر ماركوفيتش أوستروفسكي (بالروسية: Алекса́ндр Ма́ркович Остро́вский) هو عالم رياضيات